# Nefertiti
| 전문가 평가                         | 전문가 평가 |
| 평가 점수                           | 평가 점수   |
| 출처                                | 점수        |
| ----------------------------------- | ----------- |
| Allmusic                            | [ 3 ]       |
| Down Beat                           | [ 4 ]       |
| The Encyclopedia of Popular Music   | [ 5 ]       |
| Penguin Guide to Jazz               | [ 6 ]       |
| Q                                   | [ 7 ]       |
| The Rolling Stone Album Guide       | [ 8 ]       |
| The Rolling Stone Jazz Record Guide | [ 9 ]       |
| Tom Hull – on the Web               | A–          |

《Nefertiti》는 1968년 3월에 발매된 미국의 재즈 음악가 마일스 데이비스의 스튜디오 음반이다. 1967년 6월 7일 컬럼비아 30번가 스튜디오에서 녹음된 이 음반은 데이비스의 마지막 완전 어쿠스틱 음반이었다. 3곡은 테너 색소폰 연주자 웨인 쇼터가 썼고, 2곡은 피아니스트 허비 행콕이 썼으며, 1곡은 드러머 토니 윌리엄스가 썼다.

## 배경
마일스 데이비스의 세컨드 그레이트 퀸텟의 네 번째 음반인 《Nefertiti》는 이 특이한 타이틀곡으로 가장 잘 알려져 있는데, 이 곡에서 호른 부분은 개별 솔로 없이 멜로디를 수없이 반복하고 리듬 섹션은 아래에서 즉흥적으로 연주하여 리듬 섹션의 전통적인 역할을 뒤집는다. 《올 어바웃 재즈》의 C. 마이클 베일리는 1965년과 1968년 사이에 이 퀸텟의 포스트팝 서브 장르를 도입한 6개의 음반 중 하나로 이 음반을 인용했다.
이 음반 직후에 행콕은 1968년 음반 《Speak Like a Child》를 위해 〈Riot〉의 다른 버전을 녹음했다. 1978년, 쇼터는 웨더 리포트와 함께 《Mr. Gone》 음반을 위해 새로운 버전의 〈Pinocchio〉를 녹음했다.
이 음반은 이 특정 그룹의 다른 음반들과 함께 녹음 과정에서 작곡의 기본을 근본적으로 바꾸려는 그들의 의지를 보여준다. 예를 들어, 이 퀸텟은 처음에는 느린 왈츠로 〈Madness〉를 리허설했다. 다음 두 테이크(출시 버전 포함)에서는 주로 4/4박자의 빠른 속도로 렌더링된다. 비슷하게, 〈Pinocchio〉는 발매된 버전에서 비교적 빠른 작곡이지만, 훨씬 더 느린 속도로 리허설을 했고, 호른은 머리를 반복했고 리듬 섹션은 〈Nefertiti〉의 마스터 테이크와 비슷한 방식으로 즉흥적으로 연주했다.
〈Nefertiti〉는 데이비스 경력의 마지막 올 어쿠스틱 음반이었다. 데이비스는 다음 음반 《Miles in the Sky》를 시작으로 전기 악기를 실험하기 시작했고, 전기 시대의 시작을 알렸다.

## 곡 목록
| #  | 제목          | 작곡          | 재생 시간 |
| -- | ------------- | ------------- | --------- |
| 1. | 〈Nefertiti〉 | 웨인 쇼터     | 7:52      |
| 2. | 〈Fall〉      | 쇼터          | 6:39      |
| 3. | 〈Hand Jive〉 | 토니 윌리엄스 | 8:54      |

| #  | 제목          | 작곡      | 재생 시간 |
| -- | ------------- | --------- | --------- |
| 1. | 〈Madness〉   | 허비 행콕 | 7:31      |
| 2. | 〈Riot〉      | 행콕      | 3:04      |
| 3. | 〈Pinocchio〉 | 쇼터      | 5:08      |